# Ерёменко, Роман Алексеевич
Рома́н Алексе́евич Ерёменко (фин. Roman Eremenko; род. 19 марта 1987[…], Москва) — финский футболист, полузащитник финского клуба «Гнистан». Рекордсмен по количеству матчей и забитых голов в чемпионате России среди финских игроков.
Родился в Москве в 1987 году в семье футболиста Алексея Ерёменко. В 1990 году семья переехала в Финляндию в город Пиетарсаари. В 2004 году Роман дебютировал во взрослом в футболе, сыграв за местную команду «Яро», выступавшую в Вейккауслиге. В 2005 году перешёл в «Удинезе», но не смог закрепиться в итальянской команде, и в 2008 году был отдан в аренду киевскому «Динамо». Проведя в клубе один сезон и стал в его составе чемпионом Украины, он был выкуплен столичным коллективом за €5 млн. В 2011 году после он был продан казанскому «Рубину» за $13 млн. Ерёменко стал одним из ведущих игроков клуба. В 2012 году он забил победный гол в финале Кубка России.
В 2014 году после разрыва контракта с «Рубином» присоединился к ЦСКА. В сезоне 2014/2015 он был признан лучшим игроком чемпионата России по версии Чемпионата и РФПЛ. В следующем году он стал чемпионом России в составе «армейцев». В октябре 2016 года УЕФА неожиданно отстранила Романа от всех соревнований и затем дисквалифицировала его на два года из-за положительной допинг-пробы, в которой были найдены следы кокаина. В августе 2018 года незадолго до окончания дисквалификации Ерёменко подписал контракт с московским «Спартаком», но не подошёл команде и в январе 2019 года в качестве свободного агента перешёл в «Ростов». Здесь футболист вновь начал показывать игру высокого уровня и впоследствии стал капитаном команды, но в 2021 году в ходе зимних сборов расторг контракт с клубом по семейным обстоятельствам и вернулся в Финляндию. После полуторагодового перерыва, в июле 2022 года Ерёменко присоединился к финскому ХИФКу.
Долгое время был лидером сборной Финляндии, за которую дебютировал в возрасте 20 лет, но во время своего выступления за национальную команду так ни разу и не выходил с ней в финальные этапы крупных турниров. В период с 2007 по 2016 год Ерёменко провёл за сборную 73 матча и забил 5 голов. После дисквалификации Роман за команду не играл.
Футболист года в Финляндии по версии спортивных журналистов 2011, 2014 и 2015 годов. В 2011 и 2014 годах также становился лучшим игроком по версии Футбольной ассоциации Финляндии. Трижды входил в список 33 лучших футболистов чемпионата России.

## Карьера

### Ранние годы
Роман родился 19 марта 1987 года в Москве. Его отец, Алексей Ерёменко-старший, — профессиональный футболист, мать, Нелли, — тренер по спортивной гимнастике. В 1990 году отцу, выступавшему в тот момент за столичное «Динамо», поступило предложение перейти в финский клуб «Яро» из города Пиетарсаари. Алексей принял его и решил перевезти в Финляндию всю семью. В восемь лет Роман начал заниматься футболом в детской команде «Яро». Затем некоторое время он тренировался в норвежском «Тромсё» и хельсинкском ХИКе — клубах, за которые играл отец. В возрасте 15 лет Роман дважды побывал на просмотре в «Фейеноорде» и был готов подписать с ним контракт, однако переход не состоялся из-за того, что Ерёменко необходимо было закончить учёбу в школе. С 2002 года он, ещё не имея гражданства Финляндии, привлекался к неофициальным матчам юношеской сборной страны. В 2003 году вместе с братом Алексеем получил финское гражданство, сохранив при этом и российское. По словам Романа, Алексей очень много помогал ему на старте карьеры.

### «Яро». «Удинезе» и «Сиена»
В 2003 году Алексей Ерёменко-старший вернулся в «Яро», и Роман, которому на тот момент было 16 лет, также подписал контракт с клубом. Футбольная общественность Финляндии считала, что Роман вскоре способен перейти в более сильный европейский чемпионат. 29 июля 2004 года в матче против «МюПа-47» Ерёменко дебютировал во взрослом футболе, выйдя на замену на 77-й минуте встречи. В следующем туре он попал в стартовый состав «Яро», однако его команда уступила в той игре «Альяннси» со счётом 1:2. 18 сентября в матче против «Лахти» Ерёменко на 78-й минуте сравнял счёт в поединке, а спустя две минуты его отец, Алексей, забил победный гол, замкнув прострел ударом головой в падении. Положительный результат позволил клубу гарантировать себе место в лиге на следующий сезон. В декабре Роман ездил на просмотры в «Интернационале» и «Челси», где оставил о себе хорошее впечатление. В январе, однако, брат футболиста сказал, что несмотря на интерес со стороны именитых клубов, Роман продолжит выступления за «Яро». В первой половине сезона 2005 года Ерёменко сыграл в Вейккауслиге 13 матчей и забил два гола. В июле стало известно, что полузащитник перейдёт в «Удинезе». Сумма сделки составила 180 тысяч евро. Контракт Романа с итальянским клубом был рассчитан на пять лет.
В своём первом сезоне в Италии Ерёменко ни разу не вышел на поле в матче Серии А и лишь однажды был включён в заявку на матч основной команды. За дублирующий состав он провёл 35 игр и отличился в них шестью мячами. Сезон 2006/07 начался для Романа с дебюта за «Удинезе» в игре Кубка Италии против «Мельфи». В первом матче нового розыгрыша чемпионата против «Мессины» Ерёменко вышел на поле в стартовом составе. Полузащитник, получивший, по его словам, ценный опыт тренировок с такими квалифицированными игроками как Салли Мунтари и Винченцо Яквинта, был настроен оптимистично касательно своего будущего и надеялся получать больше времени на поле. Однако к февралю 2007 года Роман принял участие всего в шести встречах Серии А и на правах аренды сроком до конца сезона перешёл в «Сиену». В новом клубе полузащитник стал получать больше игрового времени и провёл за него 11 матчей. Во встрече против «Удинезе», которому он принадлежал, Ерёменко, выйдя на замену во втором тайме при счёте 0:2 в пользу соперника, помог «Сиене» добиться ничьей, поучаствовав в двух голах своей команды. В мае того же года он впервые был вызван в главную сборную Финляндии. Роман по истечении срока аренды вернулся в «Удинезе», и в ходе тренировочных матчей  на предсезонных сборах тренерский штаб использовал его как основного игрока. Тем не менее, Роман так и не смог стать важным для ротации футболистом: главный тренер команды Паскуале Марино предпочитал выпускать в центр поля более опытных Гаэтано Д’Агостино и Джампьеро Пинци. В сезоне 2007/08 футболист принял участие в 11 матчах во всех турнирах и летом за 1,5 миллиона евро был отдан в аренду в киевское «Динамо».

### «Динамо» (Киев)
Ещё до перехода Ерёменко киевское «Динамо», возглавляемое Юрием Сёминым, вышло в групповой этап Лиги чемпионов 2008/2009. Первый матч за новый клуб Роман сыграл 31 августа, соперником «бело-синих» в нём был донецкий «Металлург». 17 сентября он впервые в карьере вышел на поле во встрече Лиги чемпионов, попав в стартовый состав «Динамо» на матч против лондонского «Арсенала», и запомнился грубой ошибкой в центре поля, которая едва не привела к пропущенному мячу, а также опасным ударом в штангу. Через 4 дня футболист открыл счёт своим голам за украинский клуб, отличившись в игре с «Черноморцем». Ерёменко, несмотря на юный возраст, быстро заслужил место в стартовом составе команды. Сёмин, однако, использовал финна не на привычной ему позиции в центре, а на краю полузащиты. 10 декабря в 6-м туре группового этапа ЛЧ Роман забил победный гол в ворота «Фенербахче», который позволил киевлянам выйти в весеннюю стадию Кубка УЕФА. Во втором по значимости еврокубковом турнире «Динамо» дошло до полуфинала, где уступило принципиальному сопернику — донецкому «Шахтёру». Ерёменко сыграл во всех матчах плей-офф, кроме первой встречи против «горняков», которую он пропустил из-за простуды. В чемпионате же «бело-синие» заняли первое место. По его окончании клуб выкупил Ерёменко из «Удинезе» за 5,5 миллионов евро.
В межсезонье у киевлян сменился тренер: на место Сёмина, вернувшегося в московский «Локомотив», пришёл Валерий Газзаев. Новый наставник начал использовать Ерёменко на позиции крайнего правого защитника. Газзаев остался доволен игрой Романа в новом качестве, и первую часть сезона финн отыграл в обороне. После зимнего перерыва, в течение которого команду пополнил крайний защитник Данило Силва, он снова занял позицию в центре поля и принимал активное участие в построении атак «бело-синих». Весной Ерёменко набрал хорошую форму, часто отличался голевыми передачами (по итогам сезона он вместе с Артёмом Милевским стал лидером «Динамо» по их количеству (8)), однако из-за перебора желтых карточек он в 29-м туре не смог сыграть в решающем матче чемпионата с «Шахтёром». Это была ощутимая потеря для команды, и в итоге киевляне уступили соперникам и лишились шансов на чемпионство.
В своём третьем сезоне в «Динамо» Ерёменко стал ключевым игроком команды, её «мозговым центром». Он хорошо взаимодействовал с форвардом Артёмом Милевским. Также Роман успешно выступал в Лиге Европы, где стал лучшим ассистентом группового этапа, отдав пять голевых передач. Перевод временным тренером Олегом Лужным Ерёменко на позицию ближе к нападению благоприятно сказался на игре финна, и, по мнению сайта football.ua, он стал лучшим футболистом «Динамо» в первой части сезона. Зимой в клуб вернулся Юрий Сёмин, который заявил, что сохранит за набравшим форму Романом место в центре поля. По итогам чемпионата «бело-синие» вновь заняли второе место, а в Лиге Европы дошли до четвертьфинала, обыграв по ходу турнира «Бешикташ» и «Манчестер Сити». Выступления Романа привлекли внимание таких клубов, как «Шальке 04» и «Милан». Летом появились сообщения об интересе к полузащитнику со стороны казанского «Рубина». Хотя Сёмин и президент «Динамо» Игорь Суркис не хотели расставаться с лидером команды, в конце августа российский клуб добился перехода Романа, заплатив за него 13 миллионов долларов. Месяцем ранее «Рубин» обыграл «бело-синих» в двухматчевом противостоянии в рамках отбора в Лигу чемпионов. Казанцы подписали с Ерёменко контракт сроком на 4 года. Также в клуб из столицы Татарстана перешёл и Алексей Ерёменко — старший брат Романа.
Всего за три года выступлений в «Динамо» Ерёменко сыграл в 127 матчах и забил 7 голов, стал чемпионом Украины и дважды обладателем украинского суперкубка.

### «Рубин»
Первый матч за «Рубин» Ерёменко провёл 10 сентября 2011 года. Роман к тому времени уже был заигран в еврокубковом сезоне за «Динамо», поэтому клуб не внёс его в заявку на Лигу Европы. 16 октября во встрече с «Спартаком», который закончился победой казанцев со счётом 3:0, Ерёменко отметился голевой передачей и был признан газетой «Спорт-Экспресс» лучшим игроком матча. Полузащитник быстро влился в систему Курбана Бердыева, органично дополнив в центре поля дуэт Кристиана Нобоа и Бибраса Натхо. Эта тройка игроков считалась одной из сильнейших в чемпионате. 26 ноября Ерёменко забил первый гол за «Рубин», открыв счёт в игре с «Динамо». По итогам календарного года Ассоциация спортивных журналистов Финляндии признала Романа лучшим футболистом страны. Весной клуб претендовал на серебряные медали, однако уход Нобоа заметно ослабил коллектив, и в чемпионате команда заняла шестое место. В последнем туре Российской премьер-лиги «Рубин» одержал победу над московским ЦСКА, лишив последних места в Лиге чемпионов; Ерёменко отличился забитым мячом и результативной передачей. После матча обозреватель СЭ Андрей Афиногентов написал: 
«…Вальдес забил, наказав Игнашевича и Васина за позиционный просчет. Хотя еще вопрос: просчет это или плод гениальной по точности исполнения передачи Романа Еременко? Парня, который вчера превратил игру в свой личный бенефис, а за неполный год работы в России убедил всех: он стоит даже дороже, чем "Рубин" заплатил за его трансфер Киеву. Вчера таких гениальных передач он отдал три и чудо, что Натхо попал в Щенникова, а не ворота, в которых уже не было Акинфеева».
 В Кубке России «Рубин» дошёл до финала, где встретился с московским «Динамо». На 78-й минуте матча Ерёменко забил победный гол и принёс казанцам первый в истории подобный трофей. По окончании сезона эксперты отмечали, что приобретение Романа оказалась правильным решением, так как его лидерские качества, навыки распасовщика и работоспособность существенно усилили игру «Рубина» в середине поля.
Сезон 2012/2013 начался для казанцев с победы над петербургским «Зенитом» в рамках Суперкубка. В первых шести турах чемпионата Ерёменко сумел отличиться трижды: в матчах с «Волгой», «Динамо» и «Зенитом» (во встречах с нижегородцами и петербуржцами его голы стали победными). Высокая результативность позволила Роману вместе с Владимиром Быстровым стать лучшим футболистом августа в Российской Премьер-лиге по оценкам «Спорт-Экспресса». Первую часть игрок провёл на хорошем уровне, однако в ноябрьском матче Лиги Европы против «Интера» он получил травму и пропустил три встречи чемпионата и последний тур группового этапа ЛЕ. Вернувшись в строй зимой, полузащитник помог «Рубину» пройти испанские «Атлетико Мадрид» и «Леванте» в плей-офф Лиги Европы. В четвертьфинале турнира казанцам противостоял лондонский «Челси». В обоих матчах с «синими» Роман был активен, имел несколько шансов забить, но всё же не сумел отличиться, а его команда по сумме двух встреч выбыла из борьбы за трофей. В Премьер-лиге Ерёменко довёл свой голевой счёт до шести, трижды поразив ворота соперников в пяти последних турах первенства. Его гол и голевая передача в матче заключительного тура против «Краснодара» принесли «Рубину» победу со счётом 2:0, что позволило клубу занять шестое место в таблице и выйти в еврокубки. По итогам сезона Еременко, ставший лидером казанской команды, попал в список 33-х лучших футболистов РФПЛ.
Начиная с сезона 2013/14 Ерёменко стал считаться в Премьер-лиге легионером, поскольку, хоть и имел российское гражданство, был заигран за сборную Финляндии. Летом полузащитником интересовались как российские, так и зарубежные клубы: в прессе в контексте трансфера Романа упоминались «Монако», «Наполи», «Шальке 04», «Интер», московское «Динамо», «Атлетико Мадрид» и «Зенит». Тем не менее, сам игрок в интервью заявил, что останется в Казани. Ерёменко забил первый гол в сезоне уже в стартовом туре чемпионата в матче против «Кубани» (1:1). Он также отличился в двух играх квалификации в Лигу Европы, по итогам которой «Рубин» вышел в групповой этап, где Роман тоже дважды отметился результативными ударами. Осенью полузащитник стал реже появляться в стартовом составе и больше выходить на поле со скамейки запасных. Журналисты отмечали как спад в игре финна, так и другие причины его непопадания в состав: новый лимит на легионеров и возможные недопонимания с руководством клуба из-за возможного ухода. Зимой команду покинули несколько её лидеров (Бибрас Натхо и Хосе Саломон Рондон), а также был уволен главный тренер Курбан Бердыев, на чьё место пришёл Ринат Билялетдинов. Новый наставник вернул Романа, «лучшего из оставшихся игроков», в стартовый состав. За оставшийся отрезок сезона игрок в 12 встречах забил два гола (по одному — в ворота «Бетиса» в 1/16 Лиги Европы и «Зенита» в РФПЛ). Казанцы заняли в чемпионате девятое место, и ещё до его окончания стали появляться сообщения о том, что Ерёменко собирается покинуть клуб. Позже это подтвердил и агент игрока Марко Трабукки. По его словам, полузащитник хотел перейти в одну из европейских лиг.
Ерёменко не принимал участия в подготовке «Рубина» к новому сезону. Ринат Билялетдинов на вопрос о том, почему не финн тренируется с командой ответил, что Роман «просто исчез». В августе 2014 года Ерёменко расторг контракт с клубом в одностороннем порядке, воспользовавшись параграфом 17 регламента ФИФА. Сам футболист хотел перейти в европейский коллектив, однако конкретных предложений оттуда не последовало. В России переговоры с игроком вели представители «Спартака», «Динамо» и ЦСКА. Тренеры двух последних клубов, Станислав Черчесов и Леонид Слуцкий, лично встречались с Ерёменко, и после разговоров с ними Роман сделал выбор в пользу «армейцев». Руководство «Рубина», в свою очередь, сочло расторжение футболистом трудового договора неправомерным и обратилось в палату по разрешению споров ФИФА, хотя ЦСКА и пробовал договориться с казанским клубом до подачи иска. По словам Евгения Гинера, «Рубину» была предложена компенсация в размере 4 миллионов евро и проценты в случае будущей продажи. «Рубин» же настаивал на сумме около 10 миллионов евро. Дело рассматривалось почти год, и в июне 2015 суд постановил, что клуб из столицы Татарстана должен получить 5,9 миллиона евро.
За три сезона в «Рубине» Ерёменко сыграл за клуб 100 матчей и забил 17 голов.

### ЦСКА
Контракт Ерёменко с ЦСКА был подписан по схеме «3+1». Приход Романа, качественно выполнявшего роль плеймейкера, должен был добавить «армейцам» вариативности и креативности в середине поля. Он дебютировал за новый клуб 31 августа 2014 года в игре с «Ростовом». В ней он сначала отдал результативную передачу на Бибраса Натхо, который одно время вместе с финном выступал за «Рубин», а затем после перевода всё того же Натхо «роскошным ударом с лета поразил дальний верхний угол». Матч закончился со счётом 6:0 в пользу москвичей. Полузащитник отличился и в следующем туре, забив победный гол тульскому «Арсеналу». По итогам октября и декабря Ерёменко был признан лучшим футболистом РФПЛ. Роману не потребовалось много времени, чтобы стать ключевым игроком «красно-синих»: их связка с Бибрасом Натхо эффективно использовалась Леонидом Слуцким и приносила команде результат. К тому же, Ерёменко, продолжая демонстрировать свои лучшие качества распасовщика, начал больше забивать: до зимнего перерыва он отметился семью голами. 2 декабря он оформил дубль в ворота «Амкара», принеся ЦСКА волевую победу. Также финн стал лучшим игроком первой части РПЛ по оценкам СЭ и вошёл в список 200 лучших футболистов года по версии газеты The Guardian. В марте Ерёменко дважды отличился в матче с «Мордовией» и в следующем туре снова забил «Арсеналу». 17 мая в дерби со «Спартаком» на «Открытие арене» Ерёменко оформил дубль (ЦСКА выиграл со счётом 4:0), а через восемь дней забил в ворота бывшего клуба — казанского «Рубина» — увеличив преимущество «армейцев» в матче до трех мячей. За сезон в РФПЛ полузащитник в 25 встречах забил 13 голов (лучшим бомбардиром стал Халк с 15 мячами) и отдал 6 результативных передач. Он стал лидером турнира по количеству ударов по воротам и попаданий в створ по версии InStat. Несмотря на то, что «красно-синие» заняли второе место в таблице, Ерёменко был признан лучшим игроком чемпионата. Также исполком РФС включил финна в список 33-х лучших футболистов сезона.
С самого начала сезона 2015/2016 Ерёменко стали беспокоить проблемы со здоровьем: на травму паха футболист жаловался ещё перед началом 5-го тура РФПЛ. Роман, тем не менее, продолжал выступления, используя обезболивающие, но перестал показывать игру уровня прошлого сезона. Неоптимальную форму финна журналисты называли одной из причин, по которой ЦСКА неудачно выглядел в стартовых матчах Лиги чемпионов. Тренерский штаб «армейцев» рассчитывал, что полноценное лечение можно отложить до зимы, и ограничивал время Романа на поле, начав чаще выпускать его со скамейки запасных. Последний матч в календарном году полузащитник сыграл 25 октября, а в середине ноября стало известно, что Ерёменко пропустит оставшиеся встречи и перенесёт операцию. Без него «красно-синие» уступили во всех оставшихся турах Лиги чемпионов и выбыли из турнира. Весной полузащитник вернулся в строй и 9 апреля забил свои дебютные голы в сезоне, дважды поразив ворота «Мордовии». В 29-м туре в игре против «Краснодара» Роман отметился голом и результативной передачей, а ЦСКА победил со счётом 2:0. Это был один из ключевых матчей сезона, так как ЦСКА в тот момент вёл борьбу за первое место в таблице с «Ростовом». В заключительном круге «армейцы» обыграли «Рубин» и стали чемпионами России. Впервые в карьере Ерёменко завоевал золотые медали Премьер-лиги.
К старту нового сезона Ерёменко набрал хорошую форму: в первых пяти турах он забил 3 гола (два из них оказались победными, а мяч в ворота «Зенита» принёс «армейцам» ничью), а в матче против «Урала», завершившимся со счётом 1:0, отметился ассистом на Георгия Миланова. 14 сентября Роман отличился в игре Лиги чемпионов против леверкузенского «Байера». Осенью результаты «красно-синих» были далеки от идеала, но Ерёменко, в свою очередь, выделялся на фоне одноклубников качественными выступлениями. 2 октября полузащитник принял участие в матче против «Ростова», который стал для него последним в составе ЦСКА. Уже 7 октября УЕФА неожиданно отстранила футболиста от всех соревнований на 30 дней.

#### Дисквалификация. Два года без футбола
18 ноября 2016 года Ерёменко был дисквалифицирован на два года: ему запрещалось участвовать не только в соревновательном, но и в тренировочном процессах с любым профессиональным клубом. В ходе проведения допинг-теста после матча с «Байером» в его крови были обнаружены следы кокаина. Финн пытался оспорить свою дисквалификацию в апелляционном комитете УЕФА, но тот оставил наказание в силе. В апреле 2017 года он подал заявление в Спортивный арбитражный суд в Лозанне (CAS).

ЦСКА не стал применять к Роману какие-либо санкции и помогал ему во время судебных разбирательств. Контракт полузащитника с клубом истёк в июне 2017 года; незадолго до этого генеральный директор «армейцев» Роман Бабаев заявил, что предпосылок к продлению соглашения нет, но не исключил возвращения Ерёменко в команду после дисквалификации. Зимой 2018 года руководство «красно-синих» связывалось с игроком для переговоров касательно его будущего. Впоследствии Бабаев в интервью газете «Спорт-Экспресс» сказал: 
Зимой этого года [2018] мы действительно начали с Еременко предметные переговоры о возобновлении контракта, когда узнали, что Роман намерен вернуться в большой футбол. Начались встречи. На определенном этапе, как нам казалось, мы обо всем принципиально договорились. Более того, главный тренер, лидеры команды лично общались с Еременко, выразили ему полную поддержку и желание вместе работать дальше, несмотря ни на что.
 Однако когда срок отстранения подходил к концу, в СМИ появились сообщения об интересе к финну со стороны московского «Спартака» — принципиального соперника ЦСКА. В итоге Ерёменко решил присоединиться к «красно-белым» и подписал с ними контракт по схеме «0,5+2». Как агент футболиста Марко Трабукки, так и Роман Бабаев считали, что немаловажным фактором при выборе будущего клуба стали предложенные финансовые условия.
Для футболиста, находившегося на тот момент на пике формы и имевшего перспективы перейти в сильный европейский клуб, дисквалификация стала сильным ударом. По словам его брата Алексея, для Романа как и для всей семьи это был тяжелый период в жизни. Тем не менее, игрок не собирался заканчивать карьеру и усердно тренировался, чтобы вернуться в спорт. В интервью уже после окончания дисквалификации он благодарил свою семью, в особенности жену Марику, за оказанную в тот период поддержку.

### «Спартак» (Москва)
По правилам ФИФА, за два месяца до окончания дисквалификации Ерёменко разрешалось тренироваться с клубом, но выйти на поле он мог только после полного истечения её срока, то есть — в октябре. Эксперты неоднозначно оценивали подписание Романа, отмечая его умения, но сомневаясь в полной физической готовности игрока к матчам после вынужденного двухлетнего перерыва. Также финн подвергся критике со стороны фанатов как «Спартака», так и ЦСКА: переходы из одной из этих команд в другую никогда не приветствовались активными болельщиками. Ерёменко дебютировал за «красно-белых» 7 октября 2018 года во встрече с «Енисеем», выйдя на замену во втором тайме. В следующем туре в матче против тульского «Арсенала» он попал в стартовый состав, продемонстрировал качественную игру и отметился голевым пасом, но был заменён уже на 55-й минуте, по словам Массимо Карреры, из-за усталости. После этого поединка, закончившегося поражением «спартаковцев», Каррера был уволен. Его место временно занял Рауль Рианчо, а в ноябре наставником «красно-белых» стал Олег Кононов. 8 ноября в матче Лиги Европы против «Глазго Рейнджерс» Роман на 5-й минуте забил гол в свои ворота. Эта встреча стала последней для финна в футболке «Спартака»: в конце месяца он выбыл из строя до конца года из-за рецидива перелома седалищной кости. В команде была серьёзная конкуренция среди полузащитников, и ближе к зиме появились сообщения о возможном уходе Ерёменко, не сумевшего сходу после дисквалификации раскрыть весь свой потенциал, из московского коллектива. В свою очередь, Роман, чья игра сочеталась с атакующим стилем игры Кононова, хотел остаться в клубе. 8 января было объявлено о том, что «красно-белые» расторгли контракт с футболистом. Кононов объяснил это тем, что не мог гарантировать финну место в стартовом составе. За «Спартак» Роман провёл всего 7 встреч. Говоря о причинах неудачных выступлений за москвичей, он подчеркнул, что полностью проявить себя в команде у него не получилось из-за небольшого количества сыгранных матчей, полученной травмы и кризиса в клубе, который сопровождался сменами тренеров.

### «Ростов»
18 января 2019 года Ерёменко заключил контракт с «Ростовом» сроком на 2,5 года. Первым в составе новой команды для Романа стал матч Кубка России против «Краснодара» 24 февраля, в котором ростовчане выиграли с минимальным счётом, пройдя в полуфинал турнира. 16 марта в гостевой встрече чемпионата с «Рубином» два мяча, забитые финном в концовке, принесли «Ростову» победу. 3 апреля в первом матче 1/2 финала Кубка против «Локомотива» Ерёменко отметился голом, а также заработал пенальти. Встреча завершилась вничью, 2:2. В ответной игре, в которой «жёлто-синие» уступили 0:2, Роман не принял участия из-за травмы. 14 апреля Ерёменко помог ростовчанам обыграть свой прошлый клуб — московский «Спартак», на 80-й минуте точно навесив на Элдора Шомуродова. Уроженец Узбекистана, головой переправивший мяч в ворота, установил окончательный счёт встречи — 2:1. 5 мая за минуту до окончания основного времени матча с «Краснодаром» финн снова отличился результативной передачей на Элдора, с фланга переправив ему мяч внешней стороной стопы. Благодаря этому голу «Ростов» в той встрече сыграл вничью. Всего в сезоне 2018/19 Роман провёл за «Ростов» 11 матчей, забив в них 4 мяча. В команде Валерия Карпина Ерёменко начал обретать прежнюю форму. Он быстро стал одним из ключевых футболистов «жёлто-синих». Болельщики клуба признали полузащитника игроком сезона в составе «Ростова», а Карпин заявил, что Ерёменко входит в тройку лучших футболистов РПЛ.
В межсезонье Ерёменко хотел подписать тренер «Локомотива» Юрий Сёмин, работавший с финном в киевском «Динамо», однако руководство «железнодорожников» посчитало игрока слишком возрастным и не стало вести переговоры о трансфере. 14 июня 2019 года Роман подписал с «Ростовом» новое соглашение на 4 года. В новом сезоне Карпин стал использовать в центре поля тройку Норманн—Попов—Ерёменко: первый располагался в глубине, а болгарин и финн образовывали связку плеймейкеров. Роман, как и его партнёры, демонстрировал в чемпионате отличную игру, являясь, по мнению футбольной общественности, одним из лучших полузащитников лиги. 28 июля он забил свой первый гол в сезоне, поразив ворота тульского «Арсенала». 26 октября в матче 14-го тура против «Сочи» Роман оформил дубль и принёс «жёлто-синим» победу, благодаря которой клуб вышел на второе место в таблице. Однако в ноябре Ерёменко получил травму и пропустил из-за неё оставшиеся встречи календарного года. Без финна команда смотрелась не так ярко и перестала стабильно набирать очки. Весной он вернулся в состав и 9 марта впервые после дисквалификации сыграл против московского ЦСКА. В том матче «Ростов» победил со счётом 3:2, а Роман, не реализовавший пенальти в начале встречи, отметился голом после удара с дальней дистанции. 17 марта сезон был приостановлен из-за эпидемии COVID-19. Тренеры всех клубов Премьер-лиги после объявления о временном прекращении турнира приняли участие в выборе лучшего футболиста чемпионата, и по его итогам Ерёменко занял третье место. Чемпионат возобновился в июле, однако Роман, перенёсший коронавирус, принял участие лишь в двух играх из восьми из-за осложнений, вызванных заболеванием. По итогам сезона «Ростов» занял пятое место в таблице и получил право на участие в квалификации к Лиге Европы.
После перенесённой болезни Роман так и не смог вернуться на свой прежний уровень. В сезоне 2020/21 он за 18 матчей во всех соревнований забил лишь один гол — 18 октября в ворота «Ахмата» — и отдал одну результативную передачу — 31 октября в игре со «Спартаком» (мяч, забитый Мамаевым, с паса Ерёменко стал единственным в матче). Встрече с «красно-белыми» предшествовал матч против «Химок», в котором финн получил красную карточку, однако решение арбитра было оспорено в Контрольно-дисциплинарном комитете РФС. По итогам иска дисквалификация была отменена, и полузащитник смог принять участие в следующем туре. После ухода из клуба Ивелина Попова и Алексея Ионова Роман стал капитаном «Ростова». Ерёменко участвовал в зимних тренировочных сборах с командой и, по мнению вратаря Андрея Синицына, находился в хорошей физической форме. В первой игре после перерыва, состоявшейся 21 февраля 2021 года в рамках Кубка России, финн вышел в стартовом составе, но уже в начале встречи попросил замену. Через два дня стало известно, что он расторгнет контракт с клубом по обоюдному согласию. Данная новость стала для многих неожиданной. Высказывались предположения, что Ерёменко инициировал уход, так как понимал, что не готов выполнять требуемый от него объём работы. Сам футболист вскоре прокомментировал своё решение, заявив, что причиной расторжения трудового соглашения стали семейные обстоятельства, из-за которых он вынужден вернуться в Финляндию.
Ерёменко провёл за «Ростов» во всех турнирах 48 матчей и забил 10 голов. Он с теплотой отзывался о проведённом там времени. Отдельную благодарность финн выразил тренеру Валерию Карпину: «Он [Карпин] меня убедил, что я здесь выйду опять на предыдущий уровень. Когда я после «Спартака» уже может чуть-чуть веру потерял в это», — говорил Роман.

### ХИФК
После ухода из «Ростова» Ерёменко тренировался в Хельсинки с клубами низших финских лиг. 28 июля 2022 года полузащитник подписал контракт с хельсинкским ХИФКом, выступавшем в Вейккауслиге. За эту команду также играет младший брат Романа — Сергей, и Роман назвал этот фактор решающим в выборе команды. Также он отмечал, что рад снова поработать с наставником Миксу Паателайненом, под руководством которого футболист выступал в финской сборной. Ерёменко дебютировал за ХИФК 1 августа в матче против «Интера» из Турку. Он вышел на поле в стартовом составе и был заменён на 64-й минуте. 18 сентября в игре против «Оулу» Ерёменко забил первый гол за хельсинкский клуб, однако встреча завершилась со счётом 1:4 в пользу соперника. Через десять дней Роман отличился в матче против «Ильвеса», но и в этот раз ХИФК не смог ничего противопоставить оппонентам, разгромно уступив 1:5. По итогам сезона клуб вылетел из Вейкаусслиги. Игра Ерёменко, проведшего 11 встреч и записавшего на свой счёт 2 забитых мяча, по мнению финских журналистов, была одним из немногих светлых пятен в игре ХИФКа. В ноябре спортивный директор клуба поблагодарил Романа за профессиональное отношение к делу и назвал его подход к тренировкам и матчам идеальным примером для молодых футболистов. В то же время он заявил, что полузащитник покинет команду из-за сокращения финансирования.

## Карьера в сборной

### Юношеские сборные и молодёжная команда
Ерёменко начал вызываться в юношескую сборную Финляндии до 17 лет для участия в неофициальных матчах в 2002 году, когда он ещё не имел гражданства этой страны. В 2003 году он получил финский паспорт, а в сентябре принял участие в трёх играх отборочного турнира к юношескому чемпионату Европы, в которых дважды отличился. Финляндия вышла во второй этап квалификации, где в трёх матчах одержала две победы и один раз уступила соперникам (Ерёменко выходил на поле во всех встречах). Такого результата оказалось недостаточно для выхода в финальную часть турнира.
Роман принимал участие в матчах отборочных этапов к чемпионатам Европы среди игроков до 19 лет 2005 и 2006 годов. И там, и там финны не преодолели первый раунд, оба раза заняв третье место в группе. Полузащитник также участвовал в квалификационных встречах к молодёжному Евро-2007 против Венгрии и России, в которых представители Финляндии уступили с общим счётом 1:10, вновь не пройдя отбор.
Молодёжная сборная Финляндии вышла на Евро-2009, однако Ерёменко не провёл ни одной игры в рамках отборочного этапа. Тренер команды Маркку Канерва приглашал футболиста для участия в финальном турнире, но Роман отказался, сославшись на усталость после сезона в киевском «Динамо».

### Основная сборная
Ерёменко, родившийся в Москве, имел право выступать за сборную России, в 2007 году полузащитника приглашали в молодёжную команду. Роман в тот момент уже готовился дебютировать за главную сборную Финляндии и поэтому отклонил предложение Российского футбольного союза.
Ерёменко сыграл первый матч за сборную Финляндии 6 июня 2007 года, выйдя на поле в стартовом составе на позиции опорного полузащитника во встрече квалификации к Евро-2008 против Бельгии. Футболист закрепился в национальной команде и в рамках отборочного цикла провёл ещё четыре матча. Финны в них ни разу не уступили своим соперникам, но всё равно не смогли выйти в финальную часть турнира. На посту главного тренера команды произошли изменения: вместо Роя Ходжсона эту должность занял Стюарт Бакстер. Новый наставник доверял Роману, и в отборочном турнире к чемпионату мира 2010 полузащитник сыграл во всех 10 встречах. Финляндия вновь не вышла из группы, хотя и потерпела всего два поражения.
3 марта 2010 года в товарищеском матче против Мальты Ерёменко забил первый гол за сборную, реализовав пенальти. В квалификации к Евро-2012 Роман принял участие в 9 из 10 встреч, но финны заняли в группе лишь четвёртое место и пропустили турнир. 26 мая 2012 года полузащитник открыл счёт в товарищеской игре против Турции, в которой Финляндия одержала победу со счётом 3:2. В отборочном турнире к чемпионату мира 2014 финны попали в группу к испанцам и французам и ожидаемо не вышли из неё. Ерёменко сыграл во всех 8 матчах и во встрече с Грузией забил с пенальти победный гол.
В 2014 году Ерёменко дважды забил за сборную: в товарищеской встрече против Венгрии и в отборочной игре к Евро-2016 с командой Фарерских Островов. 14 октября полузащитник провёл матч против Румынии с капитанской повязкой. В осенних квалификационных встречах того года Роман стал лучшим среди игроков сборной Финляндии по версии телеканала Yle, но из-за травмы осенью 2015 года Ерёменко отказывался от вызовов в национальную команду, которая и в этот раз не вышла на чемпионат Европы. 9 сентября 2016 года Роман провёл свой последний матч за сборную, выйдя на поле в игре против Косово в рамках отборочного турнира к чемпионату мира 2018. Он вызывался и на октябрьские встречи против Исландии и Хорватии, однако был отстранён от них контрольно-дисциплинарным комитетом УЕФА из-за, как выяснилось впоследствии, следов кокаина в допинг-пробе. Позже футболист был дисквалифицирован на два года.
После истечения срока дисквалификации главный тренер сборной Маркку Канерва сообщил, что Роман готов вернуться в команду, но для этого ему нужно демонстрировать высокий уровень игры. Наставник приглашал Ерёменко в сборную в сентябре 2019 года на решающие квалификационные матчи к Евро-2020, однако полузащитник принял решение отказаться, так как, по его мнению, его нахождение в команде было бы несправедливым по отношению к тем футболистам, которые играли в отборочном цикле. Финляндия без Ерёменко впервые в своей истории вышла в финальную часть крупного турнира (чемпионата Европы 2020). В прессе появлялись сообщения о том, что Роман может принять в нём участие, но отец футболиста заявил, что игрок не согласился бы на вызов потому, что не находился в тот момент в требуемой физической форме, а также не хотел портить микроклимат в команде.
Ерёменко долгое время считался одним из лучших финских футболистов и был лидером сборной страны. Тем не менее, национальная команда с Романом так ни разу и не смогла выйти из отборочных групп в квалификациях к чемпионатам мира и Европы. Всего за сборную полузащитник провёл 73 матча и забил 5 голов.

## Характеристика игрока
В начале карьеры Ерёменко играл на разных позициях: в опорной зоне, под нападающим, на краях полузащиты и атаки, а также как оттянутый форвард. В киевском «Динамо» при Юрии Сёмине Роман занял место правого полузащитника, а с приходом Валерия Газзаева стал выходить на поле на правом краю обороны, при этом активно подключаясь к атакам. После возвращения Сёмина Ерёменко занял позицию опорного полузащитника. В «Рубине» Курбан Бердыев начал использовать его в роли атакующего полузащитника, в которой Ерёменко смог раскрыть весь свой потенциал, и впоследствии финн занимал эту позицию и в ЦСКА, и в «Ростове».
Ерёменко обладает очень высоким игровым интеллектом, что позволяет ему качественно выполнять роль плеймейкера. Он славится своим видением поля и  уже до приема мяча знает, кому он отдаст передачу. Одно из главных достоинств Романа — способность сделать точный пас с любой ноги на короткое, среднее и дальнее расстояние, а также выполнить навес с игры или со штрафного. Он умеет маскировать свой замысел от соперника и почти никогда не избавляется от мяча при борьбе безадресно, стараясь в любой ситуации отдавать осмысленные передачи. Отличительная черта игрока — острые проникающие пасы в заключительных фазах атак, которые становятся неожиданностью для оппонентов и вследствие этого не перехватываются. Ерёменко грамотно открывается для получения передачи в свободные зоны. Ещё одной его сильной стороной является техника работы с мячом: финн обычно принимает его удобным для себя образом и обладает хорошим дриблингом на скорости. Роман имеет в своём арсенале поставленный сильный удар, а также способен пробить без замаха и «с носка». В начале карьеры полузащитник редко бил по воротам издали, но впоследствии стал всё чаще делать это и увеличил свою результативность. Его игра отличается зрелищностью и благодаря этому нравится болельщикам. По мнению Алексея Андронова, Ерёменко лучше всех в мире владеет умением выполнять пасы внешней стороной стопы. Роман очень вынослив, что позволяет ему проделывать на поле большой объём работы.
К недостаткам футболиста относят игру головой. Скорость при беге у него средняя, не выделяющаяся на фоне показателей других игроков. Роман в интервью журналу «PROспорт» говорил, что считает его действия при обороне иногда оказываются недостаточно эффективными, но некоторые издания напротив отмечали умение финна отбирать мяч и перехватывать пасы.
Ерёменко любит играть в черных кожаных бутсах Adidas Copa Mundial времён Мишеля Платини и Зинедина Зидана. Так как эта модель утратила популярность, такую обувь было сложно найти в России, и игрок покупал их, когда приезжал на отдых к себе на родину в Финляндию. Роману они нравятся с детства, так как в них он лучше чувствует мяч.
Мастерство и уровень игры Романа отмечали многие журналисты, игроки и тренеры. Нередко его называли одним из лучших полузащитников чемпионата России.
…футбол в исполнении Ромы — искусство. Первым взглядом оцениваешь: хорошая скорость, высокая техника, большой объем работы, поставленный удар. Базовые характеристики. Но потом начинается игра, и становится ясно, что этого знания недостаточно, потому что Рома — еще и художник. Он играет так, что соперник никогда не знает, что случится с мячом дальше.Борис Игнатьев

## Достижения

### Командные
Источник: Soccerway (англ.)

«Динамо» (Киев)
- Чемпион Украины: 2008/09
- Серебряный призёр чемпионата Украины (2): 2009/10, 2010/11
- Обладатель Суперкубка Украины: 2009, 2011
- Финалист Кубка Украины: 2010/11

«Рубин»
- Обладатель Кубка России: 2011/12
- Обладатель Суперкубка России: 2012

«ЦСКА» (Москва)
- Чемпион России: 2015/16
- Серебряный призёр чемпионата России: 2014/15
- Финалист Кубка России: 2015/16

### Личные
- Лучший ассистент Лиги Европы: 2010/11[228].
- Футболист года в Финляндии[229]:
по версии журналистов спортивных изданий: 2011, 2014, 2015;
по версии федерации: 2011, 2014.
- В списке 33 лучших футболистов чемпионата России (3): № 1 (2014/15)[230], № 2 (2012/13)[231], № 3 (2015/16)[232].
- Лучший футболист месяца чемпионата России по футболу (3) — октябрь 2014[233], декабрь 2014[234], март 2015[235].
- Игрок сезона (MVP) в чемпионате России 2014/2015 по версии РФПЛ и Чемпионат.com[236].

## Личная жизнь
Ерёменко женат, супругу зовут Марика Хакала, она американка с финскими корнями. Роман познакомился с Марикой, когда вместе со своим братом Алексеем гостил у её сестры Эрики, с которой в то время встречался Алексей. У пары есть трое детей: две дочери, Адриана (2011 г.р.) и Аделина (2014 г.р.), и сын Ромео (2016 г.р.). Роман считает семью самым важным в жизни. За свою карьеру он успел поиграть в одной команде с отцом (в «Яро») и со старшим и с младшим братьями (в «Рубине» и ХИФКе соответственно). В 2016 году на финском языке вышла книга Eremenkot: jalkapalloperheen tarina (рус. Ерёменко: история футбольной семьи).
Роман знает пять языков: русский, финский, шведский, английский и итальянский. С родителями он общается на русском, с братьями — на шведском языке (на шведском разговаривает большинство жителей города Пиетарсаари, в котором Роман жил в детстве), с женой и друзьями — на финском. Итальянский футболист выучил во время выступления за «Удинезе» и «Сиену». Благодаря этим языковым навыкам Ерёменко находил общий язык с другими легионерами: так, играя за «Рубин», он подружился с Сальваторе Боккетти и Обафеми Мартинсом, а в ЦСКА — с Понтусом Вернблумом.
На вопрос о характере Ерёменко отвечал так:
— Вы по характеру больше финн или русский?

— Думаю, микст. Всё-таки у меня русское воспитание было. Даже не русское – советское! Что не мешает мне чувствовать себя гражданином мира – мне везде комфортно.
Роман с детства болеет за «Барселону», его любимым игроком был Ривалдо. В жизни он спокойный и неконфликтный человек, его характеризуют как «настоящего профессионала», поэтому его дисквалификация за употребление кокаина осенью 2016 года для многих стала неожиданностью. Сам футболист говорит, что тяжело переживал отстранение от футбола, и благодарит семью за оказанную ему поддержку.

## Статистика

### Клубная статистика
| Клуб             | Сезон   | Чемпионат | Чемпионат | Кубок | Кубок | Суперкубок | Суперкубок | Еврокубки | Еврокубки | Всего | Всего |
| Клуб             | Сезон   | Игры      | Голы      | Игры  | Голы  | Игры       | Голы       | Игры      | Голы      | Игры  | Голы  |
| ---------------- | ------- | --------- | --------- | ----- | ----- | ---------- | ---------- | --------- | --------- | ----- | ----- |
| Яро              | 2004    | 6         | 1         | 0     | 0     | 0          | 0          | 0         | 0         | 6     | 1     |
| Яро              | 2005    | 13        | 2         | 0     | 0     | 0          | 0          | 0         | 0         | 13    | 2     |
| Яро              | Всего   | 19        | 3         | 0     | 0     | 0          | 0          | 0         | 0         | 19    | 3     |
| Удинезе          | 2006/07 | 6         | 0         | 3     | 0     | 0          | 0          | 0         | 0         | 9     | 0     |
| Удинезе          | Всего   | 6         | 0         | 3     | 0     | 0          | 0          | 0         | 0         | 9     | 0     |
| → Сиена          | 2006/07 | 11        | 0         | 0     | 0     | 0          | 0          | 0         | 0         | 11    | 0     |
| → Сиена          | Всего   | 11        | 0         | 0     | 0     | 0          | 0          | 0         | 0         | 11    | 0     |
| Удинезе          | 2007/08 | 7         | 0         | 4     | 0     | 0          | 0          | 0         | 0         | 11    | 0     |
| Удинезе          | Всего   | 13        | 0         | 7     | 0     | 0          | 0          | 0         | 0         | 20    | 0     |
| Динамо (Киев)    | 2008/09 | 19        | 1         | 3     | 0     | 0          | 0          | 13        | 1         | 35    | 2     |
| Динамо (Киев)    | 2009/10 | 26        | 1         | 3     | 0     | 1          | 0          | 6         | 0         | 36    | 1     |
| Динамо (Киев)    | 2010/11 | 26        | 3         | 3     | 0     | 0          | 0          | 16        | 1         | 45    | 4     |
| Динамо (Киев)    | 2011/12 | 6         | 0         | 0     | 0     | 1          | 0          | 4         | 0         | 11    | 0     |
| Динамо (Киев)    | Всего   | 77        | 5         | 9     | 0     | 2          | 0          | 39        | 2         | 127   | 7     |
| Рубин            | 2011/12 | 21        | 2         | 4     | 1     | 0          | 0          | 0         | 0         | 25    | 3     |
| Рубин            | 2012/13 | 25        | 6         | 0     | 0     | 1          | 0          | 10        | 0         | 36    | 6     |
| Рубин            | 2013/14 | 27        | 3         | 1     | 0     | 0          | 0          | 11        | 5         | 39    | 8     |
| Рубин            | Всего   | 73        | 11        | 5     | 1     | 1          | 0          | 21        | 5         | 100   | 17    |
| ЦСКА (Москва)    | 2014/15 | 25        | 13        | 2     | 0     | 0          | 0          | 6         | 0         | 33    | 13    |
| ЦСКА (Москва)    | 2015/16 | 25        | 3         | 3     | 0     | 0          | 0          | 7         | 0         | 35    | 3     |
| ЦСКА (Москва)    | 2016/17 | 9         | 3         | 0     | 0     | 1          | 0          | 2         | 1         | 12    | 4     |
| ЦСКА (Москва)    | Всего   | 59        | 19        | 5     | 0     | 1          | 0          | 15        | 1         | 80    | 20    |
| Спартак (Москва) | 2018/19 | 4         | 0         | 1     | 0     | 0          | 0          | 2         | 0         | 7     | 0     |
| Спартак (Москва) | Всего   | 4         | 0         | 1     | 0     | 0          | 0          | 2         | 0         | 7     | 0     |
| Ростов           | 2018/19 | 9         | 3         | 2     | 1     | 0          | 0          | 0         | 0         | 11    | 4     |
| Ростов           | 2019/20 | 19        | 5         | 0     | 0     | 0          | 0          | 0         | 0         | 19    | 5     |
| Ростов           | 2020/21 | 16        | 1         | 1     | 0     | 0          | 0          | 1         | 0         | 18    | 1     |
| Ростов           | Всего   | 44        | 9         | 3     | 1     | 0          | 0          | 1         | 0         | 48    | 10    |
| Всего            | Всего   | 306       | 47        | 33    | 2     | 4          | 0          | 78        | 8         | 421   | 57    |

### В сборной
| Финляндия | Финляндия | Финляндия |
| Год       | Матчи     | Голы      |
| --------- | --------- | --------- |
| 2007      | 6         | 0         |
| 2008      | 8         | 0         |
| 2009      | 10        | 0         |
| 2010      | 8         | 1         |
| 2011      | 9         | 0         |
| 2012      | 6         | 1         |
| 2013      | 10        | 1         |
| 2014      | 8         | 2         |
| 2015      | 3         | 0         |
| 2016      | 5         | 0         |
| Всего     | 73        | 5         |